# Трайскирхен
Трайскирхен (нем. Traiskirchen) — город  в Австрии, в федеральной земле Нижняя Австрия. 
Входит в состав округа Баден.  Население составляет 16 194 человека (на 31 декабря 2005 года). Занимает площадь 29,08 км². 

## Политическая ситуация
Бургомистр коммуны — Андреас Баблер (СДПА) по результатам выборов 2014 года.
Совет представителей коммуны (нем. Gemeinderat) состоит из 37 мест.
- СДПА занимает 28 мест.
- АНП занимает 4 места.
- Партия свободы занимает 2 места.
- НЕОС занимает 1 место.
- Зелёные занимают 1 место.